# Ophisma bilineata
Ophisma bilineata är en fjärilsart som beskrevs av Max Wilhelm Karl Draudt 1940. Ophisma bilineata ingår i släktet Ophisma och familjen nattflyn. Inga underarter finns listade i Catalogue of Life.